# Procle
Procle (in greco antico: Προκλῆς?, Proklḕs; ... – XI secolo a.C.?) fu un mitico re di Sparta della dinastia degli Euripontidi.
Nella mitologia greca, era uno degli eraclidi di terza generazione, figlio di Aristodemo e nipote di Aristomaco.
Assieme al fratello gemello Euristene (Εὐρυσθένης) ricevette in eredità da Aristodemo il trono di Sparta (secondo altre versioni del mito i due gemelli lo avrebbero strappato a Tisameno).
È considerato il fondatore della casa regnante di Sparta degli Euripontidi.